# ア・デイ・イン・ザ・ライフ (ウェス・モンゴメリーのアルバム)
| 専門評論家によるレビュー            | 専門評論家によるレビュー |
| レビュー・スコア                    | レビュー・スコア         |
| 出典                                | 評価                     |
| ----------------------------------- | ------------------------ |
| Allmusic                            | [ 2 ]                    |
| The Rolling Stone Jazz Record Guide | [ 3 ]                    |

『ア・デイ・イン・ザ・ライフ』(A Day In The Life) は、ジャズ・ギタリストのウェス・モンゴメリーの晩年におけるベストセラーとなった、1967年のアルバム。『ビルボード』誌のジャズ・アルバム・チャートの首位に立ち、R&Bチャートでも2位に達した。また、Billboard 200 でも、13位まで上昇した。シングル「ウィンディー (Windy)」は、モンゴメリーにとって最大のヒット曲となり、Billboard Hot 100 で最高11位まで上昇した。
それまで、リバーサイド・レコードやヴァーヴ・レコードに録音を残していたモンゴメリーは、A&Mレコードと契約を交わした。ポップ・ミュージックのヒット曲をカバーしたモンゴメリーの演奏は、トップ40ラジオ（コンテンポラリー・ヒット・ラジオ）でしばしば流されている。
表題曲の「ア・デイ・イン・ザ・ライフ」のオリジナルを収録したビートルズのアルバム『サージェント・ペパーズ・ロンリー・ハーツ・クラブ・バンド』がリリースされたのは、イギリスで1967年6月1日、アメリカ合衆国で6月2日であり、本作の収録は、その後ひと月足らずの間におこなわれた。

## 評価
音楽評論家のスコット・ヤナウは、オールミュージック (Allmusic) におけるこのアルバムのレビューで次のように述べている。
| 「 | ギタリスト（モンゴメリー）は、ほとんどのところで、単に旋律を演奏する以上のことはしていないが、特徴的なオクターヴ奏法を使っており、それだけで彼が売れるには十分だ。A&Mに残された3枚のアルバムの中でも、その最初の1枚である『ア・デイ・イン・ザ・ライフ』は最良の作品であり、ジャズの要素は皆無だが、結果的に背景音楽として楽しめるものとなっている。 | 」 |

## 収録曲
| #   | タイトル                                                  | 作詞 | 作曲                                                           | 時間 |
| --- | --------------------------------------------------------- | ---- | -------------------------------------------------------------- | ---- |
| 1.  | 「ア・デイ・イン・ザ・ライフ (A Day in the Life)」        |      | ジョン・レノン、ポール・マッカートニー                         | 5:45 |
| 2.  | 「ウォッチ・ホワット・ハプンズ (Watch What Happens)」     |      | ジャック・ドゥミ、ノーマン・ギンベル、ミシェル・ルグラン       | 2:43 |
| 3.  | 「男が女を愛する時 (When a Man Loves a Woman)」           |      | Calvin Lewis, Andrew Wright                                    | 2:52 |
| 4.  | 「カリフォルニア・ナイツ (California Nights)」            |      | マーヴィン・ハムリッシュ、Howard Liebling                      | 2:29 |
| 5.  | 「エンジェル (Angel)」                                    |      | ウェス・モンゴメリー                                           | 2:46 |
| 6.  | 「エリナー・リグビー (Eleanor Rigby)」                    |      | ジョン・レノン、ポール・マッカートニー                         | 3:04 |
| 7.  | 「ウィロー・ウィープ・フォー・ミー (Willow Weep for Me)」 |      | アン・ロネル                                                   | 4:31 |
| 8.  | 「ウィンディー (Windy)」                                  |      | ルーサン・フリードマン                                         | 2:20 |
| 9.  | 「トラスト・イン・ミー (Trust in Me)」                    |      | ミルトン・エイジャー、ジーン・シュワルツ、ネッド・ウィーヴァー | 4:25 |
| 10. | 「ザ・ジョーカー (The Joker)」                            |      | レスリー・ブリッカス、アンソニー・ニューリー                   | 3:26 |

## 主なパーソネル
- ウェス・モンゴメリー - ギター
- ハービー・ハンコック - ピアノ
- ロン・カーター - ベース
- グラディ・テイト - ドラムス
- レイ・バレット（英語版） - パーカッション
- Jack Jennings - パーカッション
- Joe Wohletz - パーカッション

このほか、管弦楽団が起用されている。
- クリード・テイラー - プロデューサー
- ドン・セベスキー（英語版） - 編曲、指揮
- ルディ・ヴァン・ゲルダー - エンジニア

## チャート
| 年   | チャート                   | 最高位 |
| ---- | -------------------------- | ------ |
| 1967 | Billboard ジャズ・アルバム | 1      |
| 1967 | Billboard R&B アルバム     | 2      |
| 1967 | Billboard 200              | 13     |